# 霍伊克 (明尼苏达州)
霍伊克（英語：Hawick），美国明尼苏达州坎迪约希县羅斯維爾鎮區的一个非建制地区。霍伊克于19世纪中期至20世纪早期由挪威移民建立。